# Луций Публиций Бибул
Луций Публи́ций Бибул (лат. Lucius Publicius Bibulus; III век до н. э.) — римский военачальник из плебейского рода Публициев, военный трибун II легиона в 216 году до н. э. Участвовал в битве при Каннах и стал одним из четырёх военных трибунов, бежавших с поля боя и укрывшихся в Казилине (кроме него, это были Публий Корнелий Сципион, Квинт Фабий Максим и Аппий Клавдий Пульхр). О его дальнейшей жизни ничего не известно. Народный трибун 209 года до н. э. Гай Публиций Бибул, вероятно, был братом Луция.